# Герб Житомира
Герб Жито́мира — офіційний геральдичний символ міста Житомира, затверджений 11 жовтня 1991 р. рішенням Житомирської міської ради.
Герб являє собою зображення білої вежі з відкритою брамою і трьома баштами зверху – над кутами та посередині. Середня трішки ширша і вища бокових. Всі башти увінчані зубчатим бар’єром (по три зубці). В кожній башті - 3 прямокутні бійниці (дві у верхній частині, одна – нижче, між ними). Фасад розлінований під кам’яні плити. Ворота жовтого кольору.
Вежа розміщена в центрі щита варязької форми із закругленим верхом. Поле щита – голубого кольору. Вежа взята в картуш жовтого кольору. У верхньому полі щита, над картушем, міститься напис “Житомир” літерами жовтого кольору. Колір окружної лінії щита – жовтий.
Затверджений 11 квітня 2003 р. рішенням сесії обласної ради.
Автор герба — Заслужений художник України Кондратюк Василь Іванович. 

## Історія
Як подає одна з легенд, місто засноване у 884 р. радником київських князів Аскольда і Діра — Житомиром. У 1444 р. литовськими князями надане магдебурзьке право. З 1648 р. — сотенне місто Київського полку. Місто було центром Волинської губернії, а в 1918 р. тут кілька тижнів працював уряд УНР.

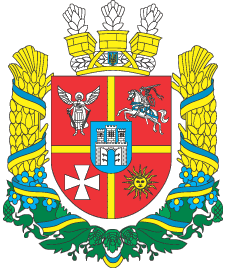
Сучасний герб Житомира з 2003 р.

Червоний щит розділений чотиричасно золотим нитяним хрестом з лазуровим щитком, в якому міститься срібна міська брама з відкритими ворітьми і трьома вежками — герб Житомира.
На першій частині — срібний Архістратиг Михаїл з опущеними донизу мечем та піхвами. На другій частині — срібний вершник на коні. На третій частині — срібний лапчастий хрест. На четвертій частині — золоте сонце з шістнадцятьма променями. Щит увінчує золота міська корона з трьома мурованими зубцями і трьома житніми колосками, що спирається на перевитий стрічками золотий житній сніп, у центрі якого зображення малого Державного Герба України. Щит облямовує золотий вінок із житніх колосків, у нижній частині якого зображення шишок і листям хмелю і квіток льону. Вінок перевитий синьо-жовтою стрічкою.
Житомирщина входила до складу чотирьох історичних земель України: Київщини, Полісся, Волині та Поділля. Ці землі мали власні герби. Гербом Київщини від XIV ст. був срібний Архістратиг Михаїл в червоному полі. Гербом Полісся як території Великого Князівства Литовського від кінця XIII до XVIII ст. вважали герб ВКЛ — «Погоня» — срібний вершник на срібному коні. Існують варіанти зображення «Погоні», де вершник має червлений щит із «Калюмнами» — знаком Гедиміновичів, Великих князів Київських литовської династії, що і знайшло відображення в герб. Західна частина області входила до складу земель Волині. Гербом Волині є срібний хрест у червленому полі. Золоте сонце в червленому полі — найдавніший варіант герба Поділля, до складу якого входила південно-західна частина області. Під червоними прапорами із золотим сонцем бились під Грюнвальдом у 1410 р. полки подільської землі у складі литовсько-польсько-руської армії під проводом короля Ягайла і Великого князя Вітольда (Вітаутаса). Згодом поле щита подільського герба змінилося на срібне (біле), ще пізніше — на лазурове (синє). Найдавніший варіант герба Поділля запропоновано в гербі області.
Столицею області є місто Житомир. Нинішній герб міста наведено у щитку.
Золотий нитяний прямий рівносторонній хрест у гербі символізує давні традиції християнської духовності області, однієї з колисок слов'янства і українського народу.
Обрамлення герба відтворює промовисту назву області, від слова «жито», а також сільськогосподарські культури — льон і хміль. Синьо-жовтні стрічки відтворюють кольори державного прапора України. З'єднана мурована і рослинна корони символізують єдність міст і сіл області, оскільки мурована корона є символом міст, а корона Деметри є символом сіл. Тризуб вказує на державний статус області.

Зображення на сайті — В. М. Напиткін.

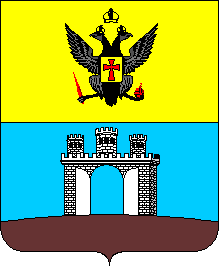
Герб 1796 року

Герб періоду Російської імперії затверджений 22 січня 1796 році, на ньому зображено міський мур із трьома вежами і відчиненою брамою на блакитному тлі. В описі герба зазначалося, що:
|  | ' Цей Герб міста підтримали та встановили правителі, князі землі української, нащадки короля Данила Галицького" |

Нижче уточнювалася дата надання місту його першого давнього герба:
|  | В 1399 г. Эдыгей, разбивъ Витовта при реке Ворскле, разорилъ Житомиръ и другие города до самого Луцка. Около этого времени Литовскими князьями былъ присвоенъ Житомиру гербъ |

З 1804 року Житомир офіційно набув статусу губернського центру.
У 1863 р. Б.Кене розроблений проект нового герба міста: у лазуровому полі — фортеця. У вільній частині — герб Волинської губернії. Щит увінчаний срібною міською короною з трьома вежками та обрамований двома золотими колосками, оповитими Олександрівською стрічкою. Затвердження не отримав.
Герб затверджено на сесії міської Ради народних депутатів 11 жовтня 1991 року.
Герб являє собою зображення білої вежі з відкритою брамою і трьома баштами зверху — над кутами та посередині. Середня трішки ширша і вища бокових. Всі башти увінчані зубчатим бар'єром (по три зубці). В кожній башті — 3 прямокутні бійниці (дві у верхній частині, одна — нижче, між ними). Фасад розлінований під кам'яні плити. Ворота жовтого кольору.
Вежа розміщена в центрі щита варязької форми із закругленим верхом. Поле щита — блакитного кольору. Вежа взята в картуш жовтого кольору. В верхньому полі щита, над картушем, міститься напис «Житомир» літерами жовтого кольору. Колір окружної лінії щита — жовтий.
Рішення «Про затвердження герба міста Житомира» від 11.10.1991